# Mees Weber
Archimedes Johannes (Mees) Weber (Rotterdam, 15 september 1889 - 13 november 1961) was een Nederlands voormalig voetballer die als linksbuiten speelde.
Mees Weber was speler van het eerste uur van Feyenoord. Na de oprichting van van de voetbalclub Wilhelmina (Dat was de naam van Feyenoord bij de oprichting) speelde hij mee met de allereerste wedstrijd. Weber speelde daarna van 1908 tot 1922 in het eerste elftal van Feyenoord en hij maakte de hele opmars van de club mee vanaf de laagste klasse van de RVB (Rotterdamse voetbalbond) tot het bereiken van de eerste klasse in het seizoen 1920/21, wat destijds het hoogste niveau was in het Nederlandse voetbal. Het seizoen 1921/22 was zijn laatste seizoen bij Feyenoord, daarna vertrok hij naar Sparta Rotterdam, waar hij zijn loopbaan afsloot. In zijn laatste jaren bij Feyenoord speelde hij samen met zijn neef Jaap Weber in het eerste elftal.